# Matt Ruskin
Pour les articles homonymes, voir Ruskin et Ruskin (homonymie).
Matt Ruskin est un réalisateur américain.

## Filmographie

### Au cinéma

#### Comme directeur de la photographie
- 2001 : Glen of the Downs
- 2006 : The Hip Hop Project

#### Comme réalisateur
- 2001 : Glen of the Downs
- 2006 : The Hip Hop Project
- 2012 : Booster
- 2017 : Crown Heights
- 2023 : L'Étrangleur de Boston (Boston Strangler)

#### Comme monteur
- 2001 : Glen of the Downs
- 2006 : The Hip Hop Project
- 2009 : Imagine This!
- 2010 : Hector is Gonna Kill Nate
- 2012 : Booster
- 2012 : Tony Bennett Duets 2: The Great Performances

#### Comme producteur
- 2001 : Glen of the Downs
- 2006 : A Call to Return: The Oxycontin Story
- 2009 : William Kunstler: Disturbing the Universe
- 2010 : P.O.V.
- 2012 : Booster
- 2013 : Bedevil
- 2014 : City of Dead Men
- 2015 : The Boy
- 2016 : 11 : 55
- 2016 : Infiltrator
- 2017 : Crown Heights

#### Comme scénariste
- 2012 : Booster
- 2017 : Crown Heights
- 2023 : L'Étrangleur de Boston (Boston Strangler)